# Кодекс економічного права Бельгії
Економі́чний ко́декс Королі́вства Бе́льгія або Кодекс економі́чного пра́ва Бельгії (англ. Code of Economic Law; фр. Code de droit économique; нід. Wetboek van Economisch Recht; нім. Wirtschaftsgesetzbuch) — кодифікований законодавчий акт Королівства Бельгія, прийнятий 28 лютого 2013 року, що систематизував основні законодавчі правила у сфері економічного (господарського) права, як-от загальний статус компаній, законодавство про конкуренцію, захист прав споживачів, безпеку продуктів та послуг, господарські контракти, електронну комерцію, банківську справу та фінанси, право промислової власності, провадження у спеціалізованих комерційних судах тощо.
Кодекс набрав чинності 21 травня 2014 року.

## Цілі
Законодавець Бельгії передбачив такі основні цілі в Кодексі.
Це гарантування:
• свободи підприємництва,
• справедливості господарських операцій і
• захист прав споживачів.
Кодекс базується на трьох основних орієнтирах:
- реорганізація регулювання відповідно до єдиного бачення шляхом визначення загальних принципів із забезпеченням балансу між відповідними інтересами, шляхом максимальної гармонізації та спрощення поточної законодавчої бази та сприйняття галузевих нормативних актів як винятків;
- акцентування на зв'язності через логічне розташування предметів регулювання, вироблення єдиної системи понять, створення правил застосування, єдиних механізмів контролю та реалізації та усунення повторюваних положень;
- максимально модернізувати та спростити нормативні акти, скасувавши застарілі нормативні акти, адаптувавши прийняті нормативні акти до потреб практики, запровадивши сучасну термінологію, усунувши непотрібний формалізм, обмеживши комісії за операції тощо[1].

## Історія прийняття
Ідея модернізації господарського законодавства та розробки кодексу виникла 2006 року після роботи круглого столу, організованого Міністерством економіки Бельгії за участі вчених (економістів та експертів з правових питань) та громадських організацій. 
При модернізації бельгійського господарського законодавства перед розробниками було поставлено завдання:
•	проаналізувати господарське законодавство
•	запропонувати проект кодифікованого акту замість розрізненого набору правил, розташованих у численних законах та королівських указах.
Потреби завадити «нормативній інфляції» (inflation normative), необхідність «сприяти інтеграції бельгійського господарського права в концепт європейського права», а також «дати чітке уявлення про роль державної влади в регуляції економічної активності та визначити, які інструменти вона має», зазначаються серед основних причин прийняття Кодексу у доповіді Міністерства економіки Бельгії.

## Структура
Кодекс складається з вісімнадцяти книг.
•	КНИГА I.  Визначення
•	Книга II.  Загальні засади
•	Книга III. Свобода заснування, надання послуг та загальних зобов’язань компаній
•	Книга IV.  Захист конкуренції
•	Книга V. Конкуренція та ціноутворення
•	Книга VI. Ринкові методи та захист прав споживачів
•	Книга VII. Платіжні та кредитні послуги
•	Книга VIII. Якість продуктів та послуг
•	КНИГА IX. Безпека продуктів и та послуг
•	КНИГА X. Контракти комерційних агентств, контракти ділового партнерства та переддоговірні контракти
•	КНИГА XI. Інтелектуальна власність
•	КНИГА XII.  Право електронного господарсювання
•	КНИГА XIII.  Консультування
•	КНИГА XIV.  Ринкові методи та захист прав споживачів у професійному середовищі
•	КНИГА XV.  Примусове виконання
•	КНИГА XVI. Альтернативне вирішення спорів для споживчих конфліктів
•	КНИГА XVII.  Провадження у спеціалізованому суді
•	КНИГА XVIII.  Інструменти кризового управління.